# ریکن
ریکن (به هلندی: Rekken) یک منطقهٔ مسکونی در هلند است که در برکل‌لاند واقع شده‌است. ریکن ۱۸٫۳۱ کیلومتر مربع مساحت و ۱٬۴۸۰ نفر جمعیت دارد.